# Antiquity (revue)
Pour les articles homonymes, voir Antiquity.
Antiquity est une revue scientifique consacrée à l'archéologie. Elle publie six numéros par an, couvrant des sujets du monde entier et de toutes les périodes. Son rédacteur en chef actuel est Robert Witcher, professeur agrégé d'archéologie à l'Université de Durham. Depuis 2015, la revue est publiée par Cambridge University Press.
Antiquity a été fondée par l'archéologue britannique O. G. S. Crawford en 1927, et s'appelait à l'origine Antiquity : A Quarterly Review of Archaeology. Le journal est la propriété de l'Antiquity Trust, une organisation caritative enregistrée. Les administrateurs actuels sont Graeme Barker, Amy Bogaard (en), Robin Coningham (en), Barry Cunliffe, Roberta Gilchrist, Anthony Harding, Carl Heron, Martin Millett (en), Nicky Milner, Stephanie Moser et Cameron Petrie.

## Liste des éditeurs
- O. G. S. Crawford (1927-1957)[7]
- Glyn Daniel (1958-1986)[8]
- Christopher Chippindale (1987-1997)[9]
- Caroline Malone (1998-2002)[10]
- Martin Carver (2003-2012)[11]
- Chris Scarre (en) (2013-2017)[12]
- Robert Witcher (2018–présent)[13]

## Comité de rédaction
Le comité de rédaction d'Antiquity est composé de 25 membres venant d'Australie, du Brésil, de la Chine, de la France, d'Allemagne, du Japon, de Nouvelle-Zélande, des Philippines, de la Russie, du Royaume-Uni et des États-Unis